# Nintendo Labo
Nintendo Labo är ett spel till Nintendo Switch lanserat av Nintendo där man bygger tillbehör till konsolen i kartong.  Spelet finns i fyra set, "Variety Kit" där man kan bygga diverse saker, bland annat ett piano och ett fiskespö, "Robot Kit" där man bygger en ryggsäck som låter spelaren kontrollera en robot på Nintendo Switch konsolens skärm. Det släpptes den 27 april 2018
Det finns även kit som "Vehicle Kit" och "VR kit".   